# 14104 Delpino
14104 Delpino è un asteroide della fascia principale. Scoperto nel 1997, presenta un'orbita caratterizzata da un semiasse maggiore pari a 3,1634662 au e da un'eccentricità di 0,0594294, inclinata di 9,04446° rispetto all'eclittica.
L'asteroide è dedicato all'astronomo italiano Federico Ernesto Delpino (1946-2007).